# Cubells
Cubells – gmina w Hiszpanii, w prowincji Lleida, w Katalonii, o powierzchni 39,47 km². W 2011 roku gmina liczyła 409 mieszkańców.